# Demografia Germaniei

## Structura populației
În 2005:
Populația totală = 82 milioane 
- Cetățeni germani= (91%) [1]

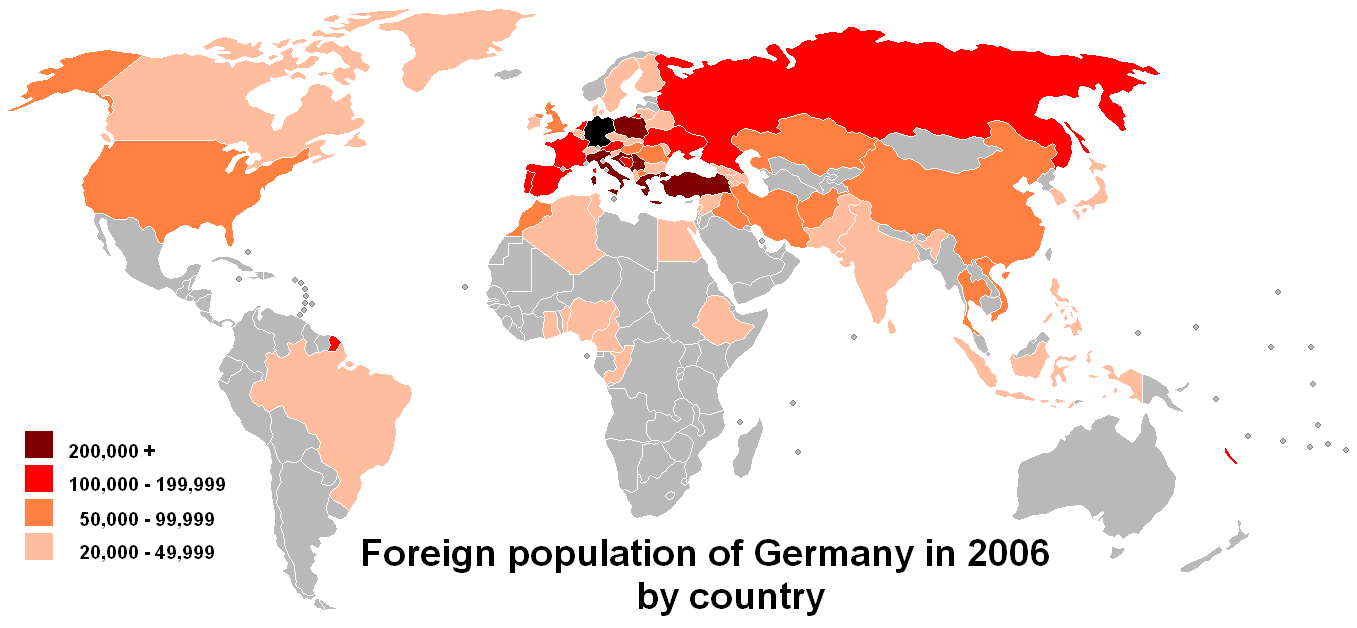

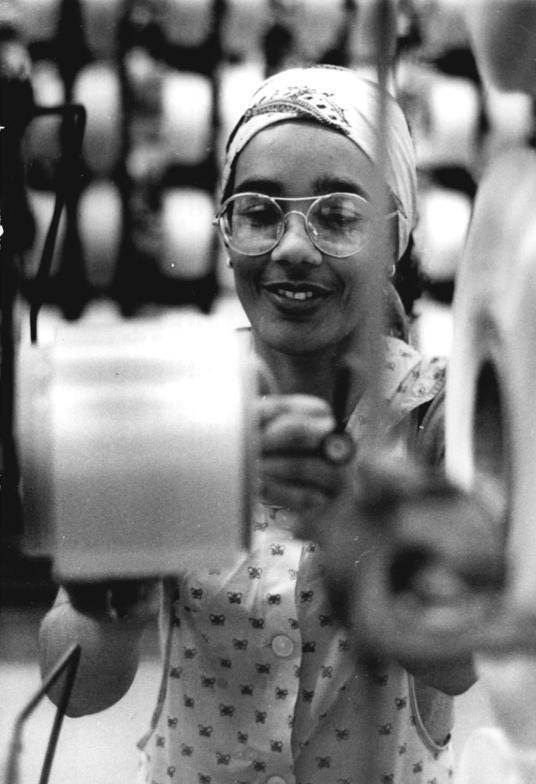
Muncitoare cubaneză în RDG, în combinatul de fibre și fire sintetice „Wilhelm Pieck”, 1986

  - Germani fără imigranți: (81%)  66.7 milioane [1]
  - Cetățenii germani naturalizați: (10%) [1]
- Străinii fără cetățenie germană: (9%) [1]
  - Grupul turcilor și kurzilor originari din Turcia = (2.1%) 1,713,551 [1]
  - Alte naționalități fără cetățenia germană = (6.7%) În jur de 5 milioane (incluzând sârbi (468,218), italieni (528,318), polonezi (384,808), greci (294,891) etc., între care arabi [1][2]

La 31.12.2021, din populația estimată de 83.237,1 mii locuitori, cetățenii germani erau 72.344,1 mii locuitori.
De cetățenie necunoscută erau 191,2 mii locuitori, iar apatrizi 11,2 mii.
Dintre străinii fără cetățenie germană (10.690,7 mii),  cele mai reprezentate cetățenii erau (mii locuitori):
- albaneză: 88,4 
- bosniacă: 214,5
- bulgară: 390,0
- franceză: 118,9
- croată: 403,8
- greacă: 325,3
- italiană: 581,5
- lituaniană: 53,8
- nord-macedoneana: 128,9
- olandeză: 132,6
- kosovară: 181,9
- austriacă: 164,9
- poloneză: 773,4
- portugheză: 124,2
- româna: 794,9
- slovacă: 56,7
- rusă: 237,8
- spaniolă: 166,1
- turcă: 1.312,8
- cehă: 57,6
- ungară: 191,4
- ucraineană: 138,2
- britanică: 70,0
- sârbă: 199,3
- eritreeană: 70,9
- nigeriană: 70,6
- marocană: 77,1
- braziliană: 50,7
- americană: 120,2
- afgană: 266,9
- vietnameză: 98,0
- indiană: 166,3
- irakiană: 238,8
- iraniană: 114,6
- siriană: 834,9
- thailandeză: 55,5
- chineză: 134,6
Alte naționalități europene bine-reprezentate erau letonienii (37,7 mii) , moldovenii (36,6 mii), elvețienii (42,2 mii).
Alte cetățenii U.E. erau deținute de 150,3 mii persoane. Alți europeni (inclusiv Georgia, Armenia și Azerbaijan) erau 279,1 mii, africani 367,7 mii, din Asia 348,6 mii, din America 134,1 mii.
În 2008, 18,4% dintre germanii de toate categoriile de vârstă și 30 % dintre copiii germani aveau cel puțin un părinte născut în străinătate. Vârsta medie a cetățenilor germani cu un părinte născut în străinătate era 33,8 ani, în timp ce vârsta germanilor cu ambii părinți născuți în Germania era de 44,6 ani.
La 31.12.2021, populația rezidentă în gospodării a Germaniei era de 82.203 mii de locuitori. Dintre aceștia 59.802 mii nu aveau istoric de migrație,  iar 22.400 mii (27,2%) erau imigranți și descendenți ai lor cât și "repatriați târziu" (2.680 mii, 3,3%), adică persoane de etnie germană din fostul bloc comunist care au primit cetățenie germană (de exemplu sașii din România) plus soții și copiii lor. 
Imigranții erau 14.014 mii persoane (8.906 mii străini și 5.108 mii germani), iar descendenții lor erau 8.386 mii (1.686 mii străini și 6.700 mii germani).
După țara de naștere sau a părinților,  cei 22,4 milioane de locuitori cu istoric de migrație aveau origini in următoarele țări (în mii persoane) :
- Turcia: 2.757 (la fel ca în 2020)
- Polonia: 2.185 (2.060 în 2020)
- Rusia: 1.306 (1.225 în 2020; majoritatea germani repatriați)
- Kazahstan: 1.255 (majoritatea germani repatriați)
- Siria: 1.053 
- România: 1.015 (953 în 2020)
- Italia: 927 (912 în 2020)
- Kosovo: 464 (443 în 2020)
- Croația: 424 (417 în 2020)
- Irak: 362 
- Afghanistan: 337
- Serbia: 330 (351 în 2020)
- Bulgaria: 306 (273 în 2020)
- Maroc: 250
- Spania: 236 (256 în 2020)
- Vietnam: 201 
Alte 4.018 mii persoane aveau origini din alte țări din Europa, 1.887 mii, din alte țări din Asia (inclusiv cele 3 țări caucaziene) și Oceania, 818 mii, din alte țări africane, iar 660 mii, din țări de pe continentul american. Pentru 1.609 mii persoane originea nu era specificată (inclusiv apatrizi și persoane cu părinți din țări diferite). 
În 2020, persoanele cu istoric de migrație erau în număr de 21.885 mii din populație de 81.861 mii locuitori rezidenți în gospodării.
Dintre aceștia, 13.592 mii erau imigranți, din care 4.866 cetățeni germani (2.509 mii repatriați, 1.968 mii naturalizați, 71 mii adoptați și 317 mii născuți germani - din care 144 mii cu ambii părinți cu istoric de migrație). 
Dintre cei 8.293 mii descendenți de imigranți, 6.696 mii erau germani. Dintre germani, 602 mii erau naturalizați, 17 mii erau adoptați și  6.077 erau născuți germani (din care 2.468 mii cu ambii părinți cu istoric de migrație). Dintre aceste 6,1 milioane , 1.929 mii aveau istoric de migrație nedeterminabil în mod consistent (din care 335 mii cu ambii părinți cu istoric de migrație)  
Origini din U.E. aveau 7.475 mii persoane. În afara țărilor de origine enumerate mai sus pentru 2021, alte țări de origine din U.E. erau Franța (247mii), Grecia (467mii), Olanda (255 mii), Austria (430mii), Portugalia (183mii), Cehia (217mii), Ungaria (296mii), altele (509 mii). 
Origini din restul Europei (inclusiv Turcia): 6.323 mii, din care alte țări în afara celor enumerate mai sus pentru 2021 erau Bosnia (498mii), R.Moldova (89mii), Macedonia de Nord (154mii), Ucraina (325mii), Marea Britanie (176mii), altele (305 mii). 
Origini din Africa: 993 mii, din care Maroc 231mii, restul Africii de Nord 215 mii. 
Origini din Orientul Apropiat, Mijlociu, Caucaz si Asia Centrală: 3.275 mii, din care Kazahstan (1.133mii), Siria(1.022mii), Irak(321mii), Iran (264mii), Liban(139mii). 
Origini din restul Asiei: 1.417 mii, din care Afghanistan(309mii), China(195mii), India(176mii), Vietnam(185mii), Thailanda(118mii), Pakistan (106mii). 
Origini din America de Nord: 236 mii(S.U.A: 211mii) 
Origini din restul Americii: 408 mii (Brazilia: 109mii). 
Persoanele cu origine străina nedeterminată sau nespecificată erau 1.030 mii, respectiv 694 mii din cele 21,9 milioane de persoane de origine străina, reprezentând o parte mare din cele 1,9 milioane de persoane cu cetățenie germană și descendente de imigranți pentru care originea străină era nedeterminabilă în mod consistent. 
Astfel, din cei 19.639 mii de imigranți și descendenți de imigranți (21,9 mil.persoane cu origine străina minus 1.929 mii persoane cu origine  străina nedeterminabilă consistent și 317 mii imigranți cu cetățenie germană născuți cu această cetățenie), cu origine din  fosta Iugoslavie erau 1.956 mii, din țări intrate în U.E. începând cu 2004 erau 4.511 mii, din țări membre U.E. și înainte de 2004 erau 2.965 mii, 3.301 erau cu origine din țări din fosta U.R.S.S. (majoritatea germani repatriați), iar 6.906 mii erau din alte țări. 
Conform aceleiași surse, în fosta RDG (cu excepția Berlinului de Est) , din populația de 12,3 milioane, 9% aveau origini străine (1,11 milioane locuitori), cu ponderi între 8,5% în Turingia și 9,3% în Saxonia. 
În restul Germaniei (69,6 milioane locuitori), persoanele cu origine străina reprezentau 29,9% din populație (20,77 milioane), cu ponderi între 35,8% în Hessen și 18,3% în Schleswig-Holstein. Alte landuri cu ponderi peste 30% erau Bremen, Baden-Wurtemberg, Berlin, Hamburg și Renania de Nord-Westfalia. 
Dintre landuri, populația imigrantă de 13.592 mii avea cea mai mare pondere în Bremen (24,9%) și depășea 20% în Berlin, Hamburg, Hessen și Baden-Wurtemberg. Ponderea cea mai mică era în Mecklenburg-Pomerania de Vest (5,8%). În fosta RDG (fără Berlin) ponderea imigranților era 6,3%, iar în restul Germaniei era 18,4%. În cel mai populat land, Renania de Nord-Westfalia, imigranții erau 18,6% din populație.  
9,37% din imigranți erau din fosta Iugoslavie, 18,58% erau din fosta U.R.S.S. (majoritatea germani repatriați), 12,93% erau din țările membre U.E. dinainte de 2004, iar 23,78% din alte țări U.E.  
Unele segmente de populație sunt denumite minorități naționale (nationale Minderheiten) și sunt autohtone (minorități naționale istorice): danezii, frizonii, romii și sintii (tot populație romă, dar care în țările germanofone au etnonimul sinti), precum și sorabii, o populație slavă de la frontiera cu Polonia și Cehia. Minoritatea daneză (de circa 50 000, conform unor surse guvernamentale) locuiește în cel mai nordic stat din Schleswig-Holstein, care se învecinează cu Danemarca. Frizonii se împart în două grupuri lingvistice: frizonii de nord și frizonii de est. Ei trăiesc pe costa de vest a statului Schleswig-Holstein și în Saxonia Inferioară, pe litoralul Mării Nordului, și pe insulele din largul coastelor germane de la Marea Nordului. Mare parte din populația frizonă de est trăiește în regiuni învecinate din Țările de Jos. 
Sorabii (circa 60,000, care își mai vorbesc limba maternă) se află în regiunea Lusacia din statele Saxonia și Brandenburg (din estul Germaniei).
Sintii și romii au sosit în Germania din Evul Mediu. Au fost persecutați în timpul regimului nazist și mai multe mii au fost exterminați în lagăre de concentrare. Stabilirea cu exactitate a numărului acestei populații este dificilă, întrucât autoritățile pentru evidența populației nu păstrează datele privind etnia persoanelor cu cetățenie germană. În anii 1990, numeroși romi au imigrat din republici ale fostei Iugoslavii. În contrast cu populația sinti, cei mai mulți dintre romii imigrați recent nu dețin cetățenia germană și au statut de imigranți și refugiați politici.
După cel de-al doilea război mondial, 15 milioane de etnici germani au fost explulzați din teritoriile de Est a Germaniei, teritorii care fac parte din Polonia, Cehia, Lituania și Rusia. Într-un număr mai mic s-au refugiat în timpul războiului și imediat după terminarea lui etnici germani din Iugoslavia, Ungaria, România. Această populație strămutată a fost integrată în cele două state germane înființate îh 1949, RFG și RDG.
În deceniile ulterioare din țările est-europene au mai imigrat valuri de etnici germani, cele mai importante fiind din URSS, Polonia și România. Astfel, începând cu din 1960, etnicii germani din Polonia și URSS (în special din Kazahstan, Uzbekistan, Rusia și Ucraina) s-au strămutat în Germania occidentală. Nu puțini, pentru a-și ușura emigrarea, se mutau din republicile central asiatice în republici situate în vest, între care RSS Moldovenească.
În timpul perioada supranumită Perestroika și după desființarea Uniunii Sovietice, numărul imigranților a crescut puternic. O parte dintre acești imigranți sunt de origine mixtă. Timp de zece ani, între 1987 și 2001, un total de 1,981,732 etnici germani din fosta Uniune Sovietică au emigrat în Germania împreună cu peste un milion de negermani și rudele lor. Numărul persoanelor din Germania cu legătură țări din fosta Uniune Sovietică este apreciat la 4 - 4,5 milioane (preponderent germani, apoi slavi, evrei și cu origine mixtă). Germania este acum a treia țară europeană în privința numărului de locuitori evrei.
În anul 2000, numărul cetățenilor germani cu ascendență africană era de circa 300.000  dintre care jumătate cu cetățenia unui stat din Africa. Numeroși locuitori sunt originari din Tunisia și Maroc, însă de obicei aceștia nu se consideră afro-germani. În Germania există și un grup de circa 50.000 de indieni-germani. Vietnamezii constituie de asemenea un grup etnic numeros (cei mai mulți în estul Germaniei, unde o parte dintre ei au venit la muncă sau la studii în timpul regimului comunist).
Cele mai multe grupuri de altă etnie au imigrat în perioada postbelică în calitate de așa-ziși muncitori oaspeți (Gastarbeiter), recrutați ca forță de muncă îndeosebi în anii '50-'60-'70 din Italia, Grecia, Spania, Portugalia, Turcia. În RDG, categorii similare de străini au provenit preponderent din Vietnam, Mozambic, Cuba și Coreea de Nord. Populația evreiască din fosta Uniune Sovietică a sosit în cea mai mare parte dupa 1990-1991 (în special în Berlin).

## Structura confesională
Creștinismul este confesiunea predominantă în Germania, cu 54 765 265 de adepți (în 2006) - 67,07% din populație. A doua religie este Islamul, cu 3,3 milioane de adepți (4%), urmată de budism și iudaism. Recent, cele două biserici naționale ale Germaniei, Biserica Evanghelică-Luterană și Biserica Romano-Catolică, au pierdut un număr mare de enoriași, ambele scăzând la 30% (la sfârșitul anului 2008). Cu 30,7% la sfârșitul anului 2008, Biserica Catolică este aproape de procentajul din 1939, când avea 33%. Cea mai importantă scădere a adepților a suferit-o Biserica Evanghelică, în estul Germaniei declinul fiind determinat și de patru decenii de regim comunist. Alte biserici din Germania au un număr egal sau mai mic de 0,5% adepți. Datorită pierderilor înregistrate de Biserica Evanghelică și cea Catolică în Hamburg, acest stat s-a alăturat grupului din de state federale cu o majoritate de locuitori neînregistrați ca enoriași. În Germania, în funcție de venit, persoanele înregistrate ca aparținând uneia dintre cele două biserici naționale sunt pasibile de impozit bisericesc (aproape 8% din impozitul pe venit), care, în baza unui concordat cu statul, este perceput de autoritățile fiscale. (Astfel, cine figurează în datele oficiului stării civile și ale fiscului cu mențiunea „fără religie” nu este automat ateu!)

### Comunitățile religioase
În ciuda pierderilor recente de adepți, creștinismul este în continuare cea mai importantă religie din Germania, alături de Biserica Evanghelică, cuprinzând 29,9% la 31 decembrie 2008 (mai puțin cu 0,3%, în comparație cu 30,2% în anul 2007) din populație și Romano-Catolicismul cuprinzând 30,7% la 31 decembrie 2008 (la fel, mai puțin cu 0,3% în comparație cu anul 2007). Majoritatea populației germane aparține comunității creștine, deși mulți dintre enoriași nu sunt strict observanți, prezența la biserică fiind mai mică de 10%, din care 4,1% la catolici (în 2008); 1,2 Protestanți aparținând Bisericii Evanghelice-Luterane. 1,7% din populație este creștin ortodoxă (în principal formată din greci, sârbi și români).
Bisericile independente sau congregațiile se află în toate orașele mari și cele mici, dar majoritatea bisericilor sunt mici. Una dintre acestea este biserica confesională luterană numită Biserica Independentă Evanghelică-Luterană.
Până la Reforma din secolul XVI, romano-catolicismul a fost unica biserică în Germania.

#### Islamul
În 2006, în Germania trăiau aproximativ 3,2 milioane de musulmani (majoritatea fiind originară din Turcia). Sunt reprezentate mai multe orientări ale acestei confesiuni: Sunna, Shia, Almadiyya și aleviții.

#### Iudaismul
Aproape 90.000 de evrei, majoritatea din țările ex-sovietice, s-au stabilit în Germania de la căderea zidului Berlinului. Acest lucru se datorează faptului că politica guvernului german este de a permite imigrarea tuturor celor care sunt evrei și provin din fosta Uniune Sovietică (incl. din țările baltice).
Unii reprezentanți ai celor aproximativ 60.000 de evrei germani și-au exprimat sentimente amestecate cu privire la această imigrare recentă. Înainte de regimul nazist și de război, populația evreiască germană era de circa 600.000. Mulți evrei din Rusia și alte foste țări socialiste aderă la curentul iudaic reformat în Germania.

### Culte, secte și noile mișcări religioase
Ca în majoritatea țărilor, bisericile sunt implicate activ în propagarea informațiilor și avertismentelor privind sectele și noile mișcări religioase. Când clasifică grupurile religioase, Biserica Romano-Catolică și Biserica Evanghelică folosesc o ierarhie pe trei nivele: biserică, biserică liberă și secte.
1. Biserică termenul general aplicat Bisericii Romano-Catolice și Biserica Protestant- Evanghelică și Bisericii Ortodoxe. Bisericile nu doar au statutul de organizații non-profit, dar au și drepturi adiționale cum ar fi corporație statutară, ce înseamnă că au dreptul de a  angaja funcționari publici; de a rezolva anumite probleme oficiale sau de a emite documente oficiale.
2. Biserici libere este termenul general pentru organizațiile protestante, cu excepția Bisericii Protestant-Evanghelice de exemplu: Baptiștii, Metodiștii, Luteranii independenți, Penticostalii, Adventiștii zilei a 7-a. Totuși Catolicii Vechi pot fi și ei numiți ca biserică liberă. Bisericile libere se bucură de statutul de organizașie non-profit neimpozabilă și de drepturile adiționale (corporație statutară).
3. Sectele este termenul pentru grupurile religioase care nu fac parte dintr-o religie majoritară (dar poate ca adevărații credincioși a unei religii majoritare). Exemple de astfel de grupuri sunt: Biserica Scientologică și Hare Krishna. Deși aceste grupuri religoase au libertatea religioasă totală și sunt protejate împotriva discriminării, organizațiile în cele mai multe cazuri nu au garantat statutul de Organizație Non-Guvernamentală (ONG) și drepturile adiționale.
Orice "Landeskirche" protestantă (biserică ce are o jurisdicție canonică extinsă pe unul sau mai multe landuri) sau episcopie catolică are delegat sectant de la care obțin informații despre mișcările religioase.

### Secularismul
Înainte de-al doilea război mondial; aproape 2/3 din populația Germaniei era protestantă; iar 1/3 era Romano-Catolică. În nordul și nord-estul Germaniei, în special, Protestantismul domina. În fost Germanie de Vest, care conținea aproape toate zonele catolice istorice germane, între anii 1945-1990, catolicii au avut o majoritate mică până în 1980. Zonele protestante au fost mult  mai afectate de secularism decât zonele predominant catolice. Landurile predominant secularizate precum Hamburg sau cele din Germania de Est; obișnuiau să fie comunități luterane sau Protestanți uniți.
În orașe precum: Hamburg, Berlin, Brodenburg, Saxonia-Anhalt, Thuringia și Mecklenburg-Vorpommern există o majoritate non-religioasă. În partea estică a Saxoniei-Anhalt, doar 19,7% dintre cetățeni aparțin celor 2 mari biserici cin țară. Aceasta este în landul unde s-a născut Martin Luther.
În estul Germaniei, atât respectarea, cât și afilierea religioasă sunt mult mai scăzute decât în restul țării după 40 de ani de guvernare comunistă, deși această guvernare a luat sfârșit acum 20 de ani. Guvernul Republicii Germane Democrate a încurajat o privire asupra lumii atee prin instituții precum Jugendweihen (Consacrarea Tinerilor), ceremoniile de botez seculare, înrudite cu confirmarea Creștină la care toți tinerii erau încurajați să participe (erau dezavantajați social dacă nu participau). Media prezenței la biserică este acum cea mai scăzută din lume, numai 5% mergând măcar o dată pe săptămână la biserică, în comparație cu 14% din restul țării , spune un studiu. Numărul botezurilor, căsătoriilor religioase și înmormântărilor este mic față de vestul țării.

### Libertatea religioasă
Constituția Germană garantează libertatea la credință și religie. Mai stipuleză că nimeni nu poate fi discriminat pentru credința sa sau opiniile religioase. Biserica și statul sunt separate, dar există cooperare în anumite domenii, în principal în domeniul social. Comunitățile religioase care au o dimensiune considerabilă și stabilitate și respectă constituția pot fi recunoscute ca corporație statutară. Acest statut le oferă anumite privilegii, de exemplu posibilitatea de a preda în școli religia și de a plăti taxe de membru către Departamentul German de Impozite sub numele de cotizație pentru biserică. Este o majorare de impozit de 8-9% din impozitul pe venit. Acest statut legal se aplică mai ales la Biserica Romano-Catolică, Biserica Protestant-Evanghelică și comunității evreice. Au existat numeroase discuții pentru acordarea acestor drepturi și grupurilor religioase precum Martorii lui Iehova și Musulmani. Eforturile musulmanilor au fost împiedicate de propria comunitate de musulmani, ce este dezorganizată în Germania, cu multe organizații mici rivale și neavând nici o conducere centrală, care nu se potrivește încadrarea legală, care a fost creată la început cu bisericile creștine bine-organizate, în principal.

### Lista grupurilor religioase și numărul acestora
Următoarea listă este bazată pe estimările făcute în 2006 de un studiu al mass-mediei privind religiile:

#### Creștinism
creștini 53,5 milioane (aproximativ 65%)

#### Protestantism
Biserica Evanghelică Luterană - 25.101 milioane, 30,5% în decembrie 2006
Biserica Neo-Apostolică- 400.000
Baptiști - 300.000-380.000 (preponderent din fosta Uniune Sovietică)
Evanghelicii liberi - 232.000
Baptiști - 86.500
Metodiști - 65.638
Frații puritani - 45.000
Penticostali - 50.000
Biserica Evanghelică Metodistă - 38.000
Biserica Evanghelică-Luterană Independentă - 36.000
Menoniți - 39.414
Biserica Adventistă de ziua a 7-a - 36.000
Apostolii lui Iisus - 20.000
Reformați - 13.000
Biserica Daneză - 6.500
Gemeinde der Christen ("Comunitatea creștinior") Ecclesia - 4.000
Biserica Ioanită - 3500
Biserica Nazaretului - 1.984
Bisericile lui Iisus - 1.400
Total: 26.449.926 (32,31%)

#### Catolicism
Romano-catolici - 25.176.000 (30,7%)
Romano-catolicii vechi - 25.000
Catolicii Sf. Maron - 6.000

#### Biserica Ortodoxă
Biserica Ortodoxă din Constantinopol - 450.000
Biserica Ortodoxă Română - 300.000
Biserica Ortodoxă Sârbă - 250.000
Biserica Ortodoxă Rusă - 150.000
Biserica Ortodoxă Bulgară - 66.000
Biserica Ortodoxă Siriană- 55.000
Biserica Apostolică Armeană - 35.000
Biserica Ortodoxă Etiopiană Tewahedo - 13.000
Biserica Ortodoxă Greacă - 13.000
Biserica Asiriană - 10.000
Biserica Ortodoxă Ucraineană autocefală - 3.600
Biserica Ortodoxă Egipteană - 3.000
Biserica Ortodoxă Ucraineană (Patriarhia Kievului) - 1.000
Altele
Biserica Mormonă - 37.159
Martorii lui Iehova - 166.000

#### Islam
Sunniți - 2,5 milioane
Aleviți - 410.000
Shiiți - 225.000
Almadiyya- 50.000
Ismailiți - 12.000
Sufi - 10.000

#### Iudaism
Uniunea Progresivă a Evreilor din Germania - 3.000
Consiliul Central al Evreilor din Germania - mai multe comunități evreiești
Total: 200.000 (0,25%)

#### Alte culte
Budiști - 245.000 (0,30%)
Hinduși - 97.500
Sikh - 50.000
Credința Bahai cu una din cele 7 case de credință din Germania.
Yazidiți

#### Fără religie
Nici o religie specificată

### Studiu de opinie
Existența unei entități supranaturale
Potrivit celui mai recent sondaj făcut de Eurobarometer în 2005:
-46% din cetățenii germani au răspuns că „cred în Dumnezeu”
-25% au răspuns: „cred că există un fel de spirit sau o forță de viață”
-25% au răspuns: „nu cred în spirit, Dumnezeu sau alte forțe”
-3% au răspuns: „nu știu”